# Latinere (italisk stamme)
Latinerne (latin: Latinus (m.), Latina (f.), Latini (m. pl.)) var en italisk stamme, som bl.a. omfattede de tidlige indbyggere i byen Rom (se også det romerske folk). Fra omkring 1000 f.Kr. beboede latinerne den lille region kendt af romerne som Gamle Latium (på latin: Latium vetus), det vil sige området mellem floden Tiberen og Monte Circeo 100 km sydøst for Rom. Efter den romerske ekspansion spredte latinerne sig til Latium adiectum (regionen mellem Monte Circeo og floden Garigliano), som var beboet af det osco-umbriske folk.
Deres sprog – latin – tilhørte den italiske gren af indoeuropæisk. Talere af italiske sprog antages at være migreret til den italienske halvø i den sene bronzealder (1200-900 f.Kr.). Den materielle kultur hos latinere, kendt som den latinske kultur, var en karakteristisk del af den proto-villanovanske kultur, der opstod i dele af den italienske halvø i første halvdel af det 12. århundrede f.Kr. Latinerne opretholdt tætte kultur-religiøse forbindelser, fremtil de blev endeligt forenet politisk under Rom i 338 f.Kr. Disse omfattede bl.a. fælles festivaler og religiøse helligdomme.
Fremkomsten af Rom som den klart mest folkerige og magtfulde latinske stat fra ca. 600 f.Kr. ledte til spændinger mellem Rom og de andre latinske stater – som talte ca. 14 i 500 f.Kr. I perioden med det etruskiske kongedømme (ca. 550–500 f.Kr.), fik Rom tilsyneladende politisk hegemoni over de andre stater. Efter det romerske monarkis fald omkring år 500 f.Kr. synes der at have været et århundrede med militært samarbejde mellem Rom og de andre latinske stater for at imødegå truslen, som de omkringliggende italiske bjergstammer – særligt Volsci og Aequi – udgjorde mod hele Latium. Dette system brød gradvist sammen efter omkring 390 f.Kr., da Roms aggressive ekspansionisme førte til konflikt med andre latinske stater – både individuelt og kollektivt. I 341–338 f.Kr. udkæmpede de latinske stater i fællesskab Latinerkrigen mod Rom i et sidste forsøg på at bevare deres uafhængighed. Krigen sluttede i 338 f.Kr. med en afgørende romersk sejr. De øvrige latinske stater blev enten annekteret eller permanent underlagt Rom.

## Etymologi
Det er blevet forslået, at navnet Latium stammer fra det latinske ord latus ("bred"), der i forlængelse heraf henviser til regionens sletter (i modsætning til den primært bjergrige italienske halvø). Hvis det er sandt, betød Latini oprindeligt "mænd fra sletten".